# آینه زمان
آینه زمان فیلمی به کارگردانی و نویسندگی احمد نجیب‌زاده محصول سال ۱۳۴۹ است.

## خلاصه
سه پسر پس از مرگ پدر متمولشان با دسیسهٔ پیشکارشان ثروت پدری را از دست می‌دهند …

## بازیگران
- امین امینی
- سهیلا
- عارف
- سارا
- مینا
- محمدتقی کهنمویی
- یوری
- مانوئل ماروتیان
- طاهره غفاری
- محمد فرزین
- شهروز رامتین